# Käsestange

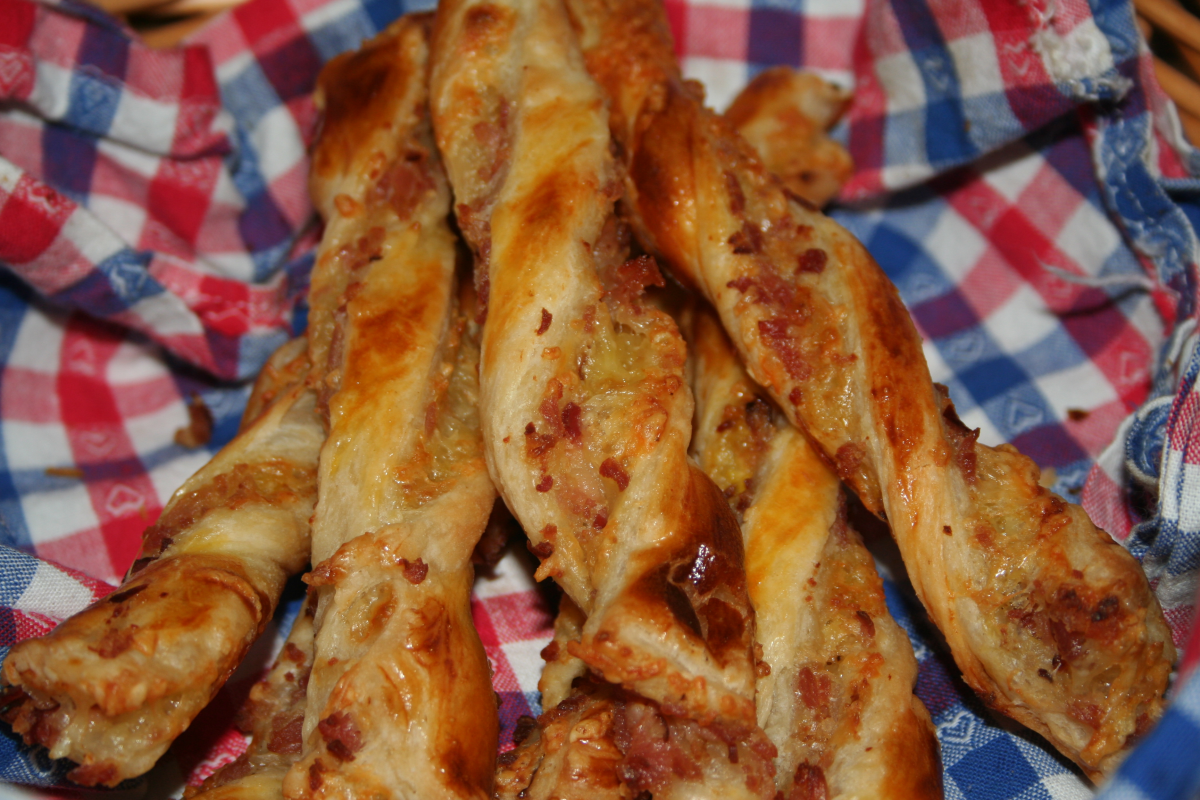
Schinken-Käsestangen aus Blätterteig

Käsestange bezeichnet verschiedene Gebäckarten.
Allgemein handelt es sich um eine Käsespeise aus Blätterteig. Zwischen Teigschichten werden Schichten von geriebenem Parmesan und Paprikapulver eingerollt. Die Masse wird in Streifen geschnitten, und diese korkenzieherartig verdreht. Diese Teile werden mit Käse bestreut und im Ofen gebacken. Es gibt diverse Varianten, bei denen die Füllung oder die Bestreuung mit anderen Lebensmitteln ausgetauscht werden (z. B. Mohn, Sesam oder Kümmel). Gemeinsam ist neben der Verwendung von Käse und Blätterteig die typische Form.

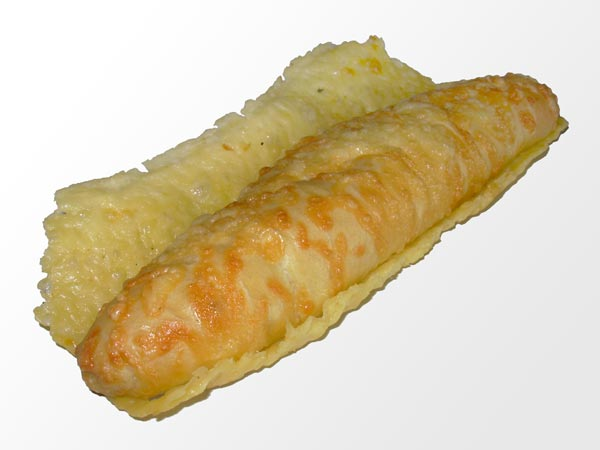
Käsestangen in Baguetteform

Außerdem werden stangenförmige Gebäckstücke als Käsestange bezeichnet, die mit verschiedenen Käsesorten gebacken oder gratiniert sind. Dabei handelt es sich häufig um Laugengebäck oder Baguette aus Hefeteig oder Stücke von Mürbeteig.

## Einzelbelege
1. ↑  Richard Hering; F. Jürgen Herrmann (Hrsg.): Herings Lexikon der Küche. International anerkanntes Nachschlagewerk für die moderne und klassische Küche. 24., erweiterte Auflage. Pfanneberg, Haan-Gruiten 2009 (Erstausgabe 1907), ISBN 978-3-8057-0587-5